# Сражение при Мидлберге
Сражение при Миддлберге (англ. The Battle of Middleburg) происходило с 17 по 19 июня 1863 года в округе Лаудон, штат Вирджиния, и было одним из сражений геттисбергской кампании американской гражданской войны. В узком смысле оно было вторым из трех сражений в Лаудонской долине.
В ходе этого сражения генерал Конфедерации Джеб Стюарт осуществлял прикрытие наступающей Северовирджинской армии и столкнулся с федеральной кавалерией Альфреда Плезантона. 17 июня две бригады Конфедерации (Томаса Манфорда и Беверли Робертсона) атаковали федеральный полк полковника Дьюффи. Полк был обращен в бегство и почти полностью уничтожен. 19 июня перешла в наступление федеральная кавалерийская бригада Ирвина Грегга, которой удалось оттеснить южан за Миддлберг. Стюарт постепенно отходил назад, продолжая прикрывать направление на ущелье Блу-Ридж-Гэп.

## Перестрелка 17 июня
17 июня штаб Стюарта находился в Миддлберге, а его бригады были разбросаны по Лаудонской долине и наблюдали за перемещениями противника. Рано утром федеральный 1-й родайлендский кавалерийский полк под командованием полковника Дюффэ (280 чел.) покинул лагерь армии под Сентервиллем и направился на запад. Генерал Плезантон приказал ему встать лагерем в Миддлберге, а затем наступать к Ноландс-Ферри и Сникерсвиллю. В 09:30 Дюффэ прошел ущелье Труфеир, отбросив пикеты, которые там расставил Джон Чемблисс. Южане не могли поверить, что маленький полк отважится зайти так далеко вглубь вражеской территории, поэтому Чемблисс не стал его атаковать, предполагая, что это только авангард более крупных сил. В 11:00 Дэффэ повернул на север и направился к Миддлбергу.
Прибыл к Миддлбергу в 16:00, Дюффэ легко отбросил несколько пикетов и едва не захватил штаб генерала Стюарта. Стюарт быстро отступил к Ректорскому перекрестку, где находилась его ближайшая бригада — генерала Робертсона. Он приказал Робертсону идти к Миддлбергу и уничтожить федеральную кавалерию. Дюффэ между тем построил в Миддлберге баррикады и спешил часть своей кавалерии, одновременно запросив помощи у бригады Килпатрика, которая стояла около Элди. В 19:00 Стюарт атаковал род-айлендский полк и легко его разбил. Херос фон Борке, офицер из штаба Стюарта, потом писал:
…в то же момент наши сабли лязгнули из ножен, и бригада галопом рванулась в атаку по шоссе и затем по главной улице, а два эскадрона держались в стороне, прикрывая фланги. Мне было несколько стыдно за то, что пришлось бежать от врага на глазах моих друзей, так что не терпелось представить им зрелище совершенно другого характера и я занял почетное место во главе атаки рядом с генералом Робертсоном, и, к своему удовлетворению, врубился в ряды противника в том самом месте, где все началось и где, несмотря на опасность, дамы наблюдали за ходом сражения.
При этом кавалеристы Чемблисса перерезали северянам путь отступления и взяли многих в плен. Вместе с Дюффе в Сентервиль вернулись 4 офицера и 27 рядовых. Позже подошли ещё несколько человек. Эта история поставила точку в карьере Дюффэ. Ещё до этого его понизили в должности с бригадного генерала до полковника, теперь же вообще отстранили от командования, хотя на деле он остался при армии.
Флаг родайлендского полка долгое время хранился в музее Северной Каролина и только в 2009 году его вернули в штат Род-Айленд.

## Сражение 19 июня
После сражение при Элди 17 июня Стюарт остался на оборонительной позиции, наблюдая за проходами в горах Блу-Ридж. Плезантон в это время делал осторожные вылазки к ущельям Эшби и Сникерс-Гэп. 18 июня Дэвид Грегг атаковал пикеты южан около Миддлберга, и Стюарт быстро отошел на высоты Монт-Дефиэнс к западу от города. Борке писал, что Стюарт не стал обстреливать противника в Миддлбеге, чтоб не нанести ущерба городку.
Из опасений ловушки Плезантон приказал Греггу отступить к Элди.
На следующий день Грегг снова подошел к Миддлбергу, при этом послал бригаду своего родственника, полковника Ирвина Грегга вперед, а дивизию Джона Бьюфорда послал в обход с севера. Бьюфорд вышел на фланг южан и занял Пот-Хаус, вступил в перестрелку с двумя полками из бригады Уильяма Джонса и заставил их отступить.
После боев с пикетами в Миддлберге Грегг убедился в надежности позиций противника и запросил подкреплений. Килпатрик послал ему два полка, и Грегг начал наступление.
Южане занимали позицию на Монт-Дефиэнс, справа и слева от шоссе. Слева стояли два полка Чемблисса (13-й и 10-й Вирджинские), а справа — два полк Робертсона (4-й и 5-й северокаролинские). 2-й Северокаролинский стоял в центре на шоссе. Чемблисса атаковали два федеральные полка Килпатрика — 2-й Нью-Йоркский и 6-й Огайские, а позиции Робертсона были атакованы сразу четырьмя полками: 4-м и 16-м Пенсильванскими, 1-м Мэнским и 10-м Нью-Йоркским.
Херон Борке, изучив обстановку, пришел к мнению, что численное превосходство противника слишком велико и, кроме того, противник может охватить позицию с флангов. Однако, Стюарт не поверил в его оценки. Борке повторил рекогносцировку и снова пришел к мнению, что удержать позицию невозможно. «Но он снова отказался поверить моим наблюдениям и сказал со смехом: 'Вы ошиблись опять, Фон; я бду в Миддлберге менее, чем через час'».
В это самое время 1-й мэнский полк и 10-й нью-йоркский бросились на штурм центра позиций Стюарта и прорвали их. Херон фон Борке возглавил резервный 9-й Вирджинский полк и бросился закрывать прорыв. Эта атака остановила федеральное наступление в центре, но северокаролинские полки на правом фланге продолжали отступать. Стюарт со штабом помчались на тот фланг, и там попали под обстрел противника. Херон фон Борке получил тяжелую рану горла и был вынужден уйти в тыл.
Позицию удалось удержать, однако с севера приближались отряды Бьюфорда, которые могли выйти во фланг и тыл Стюарту. Под угрозой оказался и правый фланг. В этой ситуации Стюарт принял решение отступить на несколько миль к западу.

## Последствия
В ходе сражения Стюарт оставил свою позицию, однако продолжал прикрывать направление на ущелья, и федералы не смогли прорваться на запад и выяснить расположение армии генерала Ли. Бои под Миддлбергом убедили Плезантона в невозможности решить поставленную задачу силами одной кавалерии, поэтому он запросил помощи у пехоты V корпуса. Повторная попытка прорыва 21 июня привела к сражению при Аппервиле.